# 司法宫 (慕尼黑)

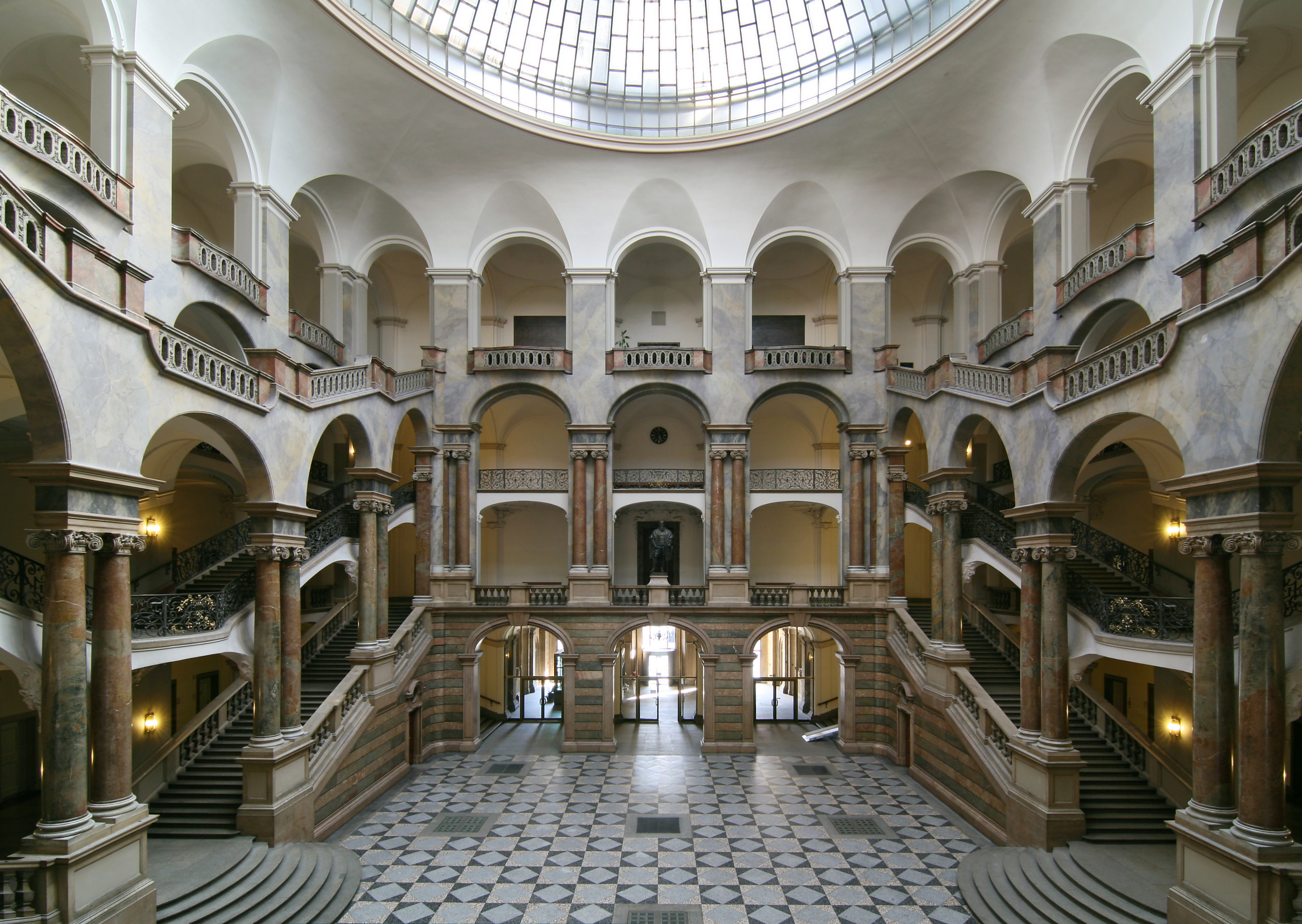
内部

司法宫（德語：Justizpalast）是德国慕尼黑一座富丽堂皇的法院大楼和行政大楼。 它建于1890至1897年，新巴洛克风格，位于卡尔广场西侧。这座19世纪繁荣时期的建筑有一个大型的玻璃穹顶（67米）。巴伐利亚州司法部和慕尼黑地方法院都设于此。 
1905年，在其西侧又兴建了北方新哥特风格的红砖造司法宫，为巴伐利亚宪法法院和高等地区法院所在地。1943年，纳粹德国人民法院在司法宫审判了地下学生抵抗组织白玫瑰的成员。253室今天是一个纪念的地方。

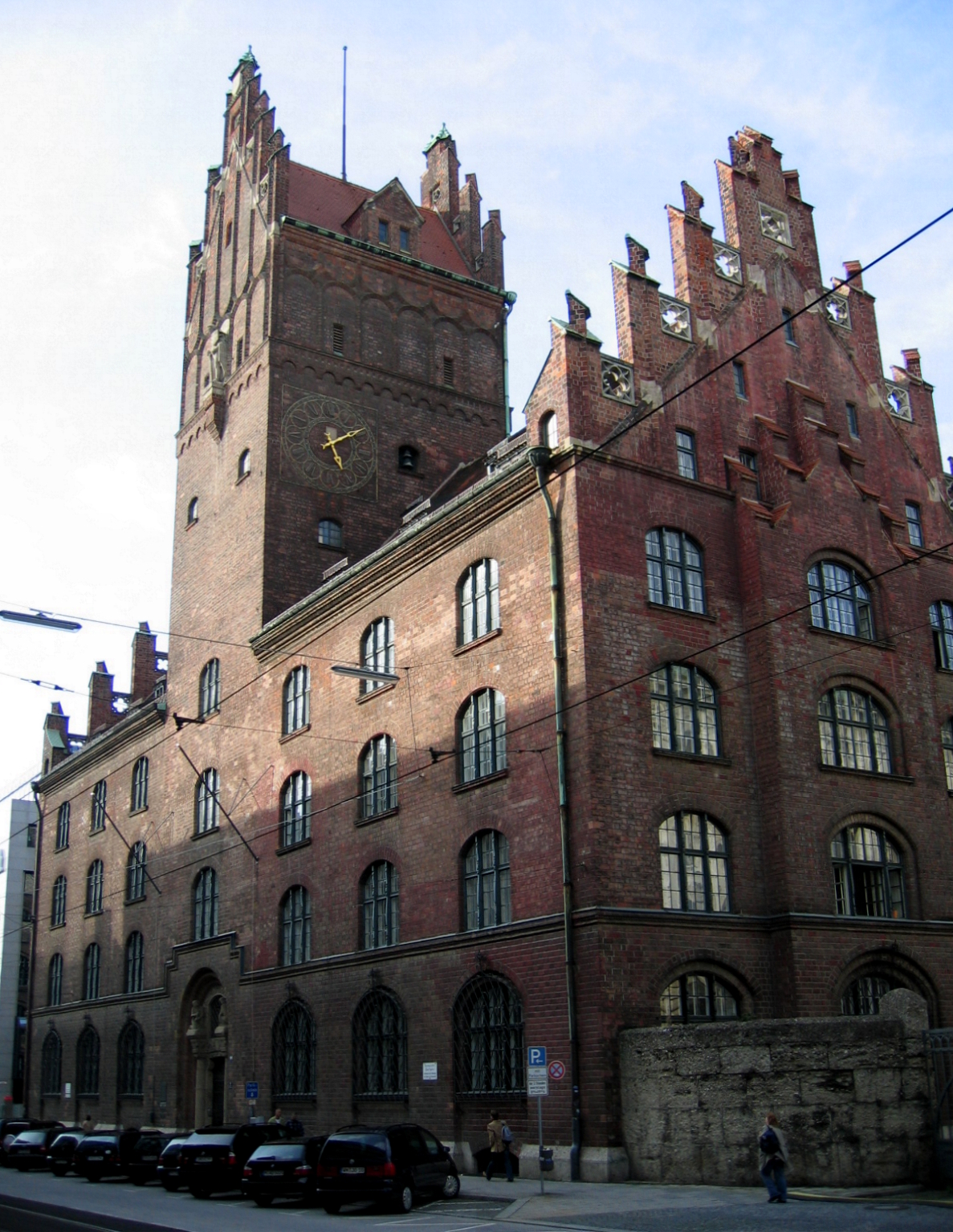
新正义宫

## 外部連結
- 维基共享资源上的相關多媒體資源：司法宫

template:Visitor attractions in Munich
48°8′26″N 11°33′53″E / 48.14056°N 11.56472°E